# Marie Myriam
Marie Myriam (ur. 8 maja 1957 w Luluabourgu) – francuska piosenkarka i aktorka pochodzenia portugalskiego, urodzona w Kongu Belgijskim, zwyciężczyni Konkursu Piosenki Eurowizji 1977.
Marie Myriam zadebiutowała w 1976 roku piosenką „Ma colombe”, która odniosła wielki sukces w Quebecu. Rok później reprezentowała Francję w Konkursie Piosenki Eurowizji, gdzie wygrała śpiewając piosenkę „L’oiseau et l’enfant”.
Wzięła udział w nagraniu singla charytatywnego „Je reprends ma route” wspierającego organizację UNITAID, który ukazał się 24 września 2012, wykonanego przez formację Les Voix de l’Enfant (Głos dziecka) w towarzystwie takich wykonawców jak Quentin Mosimann, Matt Pokora, Emmanuel Moire, Joyce Jonathan, Gérard Lenorman, Florent Mothe, Mikelangelo Loconte, Pedro Alves, Merwan Rim i Yannick Noah.